# Karl Sandelin
Karl Viktor Torsten Sandelin (født 28. september 1887 i Malax, død 8. maj 1950 i Helsinki) var en finsk gymnast og Sejlsport, som deltog i to olympiske lege i begyndelsen af 1900-tallet. 
Sandelin var med på det finske hold i mangekamp ved OL 1908 i London. Finnerne opnåede her 405 point, hvilket var tredjebedst, mens Sverige med 438 point vandt konkurrencen, og Norge med 425 point blev nummer to.
Han var også med OL 1912 i Stockholm, hvor han stillede op i sejlsport i 6 meter klassen. Her blev hans båd en delt nummer fem.
Hans bror, Eino Sandelin, var også sejler og deltog ligeledes i OL 1912, men i 12 meter klassen.